# Tour de Suisse Women
Die Tour de Suisse Women ist ein Strassenrennen für Frauen.
Vorläufer des Etappenrennens war die nur 2001 ausgetragene Tour de Suisse Féminin. Im Jahr 2021 erfolgte anlässlich des 50-jährigen Bestehens des Frauenstimmrechts in der Schweiz die Neuauflage durch die Organisation des Männerrennens Tour de Suisse unter dem Namen Tour de Suisse Women. Das Rennen über zwei Etappen gehörte zunächst der ersten UCI-Kategorie an, wurde 2022 in die UCI ProSeries mit vier Etappen hochgestuft und 2022 Teil der UCI Women’s WorldTour.

## Palmarès
| Jahr | Siegerin       | Zweite           | Dritte               |
| ---- | -------------- | ---------------- | -------------------- |
| 2021 | Lizzie Deignan | Elise Chabbey    | Marlen Reusser       |
| 2022 | Lucinda Brand  | Kristen Faulkner | Pauliena Rooijakkers |
| 2023 | Marlen Reusser | Demi Vollering   | Elisa Longo Borghini |
| 2024 | Demi Vollering | Neve Bradbury    | Elisa Longo Borghini |
| 2025 |                |                  |                      |